# Cuadernos de Fotografía
Cuadernos de Fotografía (1972-1974) fue una revista española de fotografía editada en Madrid, que publicaba portafolios de fotógrafos analizados desde un punto de vista crítico.
Creada en 1972 y dirigida por Fernando Gordillo Escudero disponía de un consejo editorial formado casi en exclusiva por miembros de la Escuela de Madrid: Gabriel Cualladó, Francisco Gómez, Leonardo Cantero, Gerardo Vielba, Pedro Pascual y Fernando de Giles.
Se editaba trimestralmente con buena calidad tipográfica y presentación, esta revista trataba de ser una alternativa a Arte Fotográfico pero desde una línea continuista y no desde una perspectiva tan diferente como la de Nueva Lente que acababa de aparecer. Sin embargo estuvo editándose durante poco tiempo.